# Sphaerodactylus vincenti
Sphaerodactylus vincenti е вид влечуго от семейство Sphaerodactylidae. Видът не е застрашен от изчезване.

## Разпространение
Разпространен е в Доминика, Мартиника, Сейнт Винсент и Гренадини и Сейнт Лусия.